# Осикове (Сватівський район)
Оси́кове — село в Україні, у Білокуракинській селищній громаді Сватівського району Луганської області. Населення становить 61 осіб. Площа села 120 га.

## Історія
На початку XVIII століття, після азовських походів Петра I ці землі були віддані князю Борису Куракіну. Його син Олександр Куракін у 1730—1760 роках розводив на цих землях овець та велику рогату худобу, давав притулок кріпакам-утікачам з України та Росії, козакам з Чернігівської губернії заради заселення спустошених придушенням повстання Булавіна земель.
Існує легенда, що в 1853 році цими землями володіла княгиня Анастасія Мещерська. Вона мала великий маєток на пагорбі, від якого до ставу були покладені кам'яні східці. Через кілька років княгиня продала ці землі. Правий берег ставу викупили переселенці з Ізюма Харківської губернії, а лівий берег викупили вихідці з Юзівки. Були переселенці й з інших районів Харківської губернії. Так утворилося Ізюмське і Юзівське поселення, між якими ріс осиковий гай. Поступово гай було вирубано, а два поселення об'єдналися 1887 року під новою назвою Осикове. Люди займалися вирощуванням вівса, жита, пшениці, кукурудзи, мали отару овець, кіз, тримали корів.
У 1929 році в селі проходила примусова колективізація і у 1931—1932 роках село ввійшло до складу радгоспу «Тополі». У 1933 році радгосп «Тополі» був реорганізований, землі села увійшли до складу радгоспу «Червоноармієць» як відділок № 4.
У роки німецько-радянської війни село було окуповане німецько-італійськими військами з липня 1942 по січень 1943 року. Було звільнене під час Острогозько-Россошанської наступальної операції частинам Південно-Західного фронту Червоної армії.

## Населення
У селі мешкає 21 особа, 12 дворів.

## Вулиці
У селі існують вулиці: Городня, Центральна.

## Транспорт
Село розташоване за 47 км автошляхом від районного центру та за 24 км від залізничної станції Солідарний, що на лінії Валуйки — Кіндрашівська-Нова.

## Культура
День села відзначають 30 квітня.